# Tom Ljungman

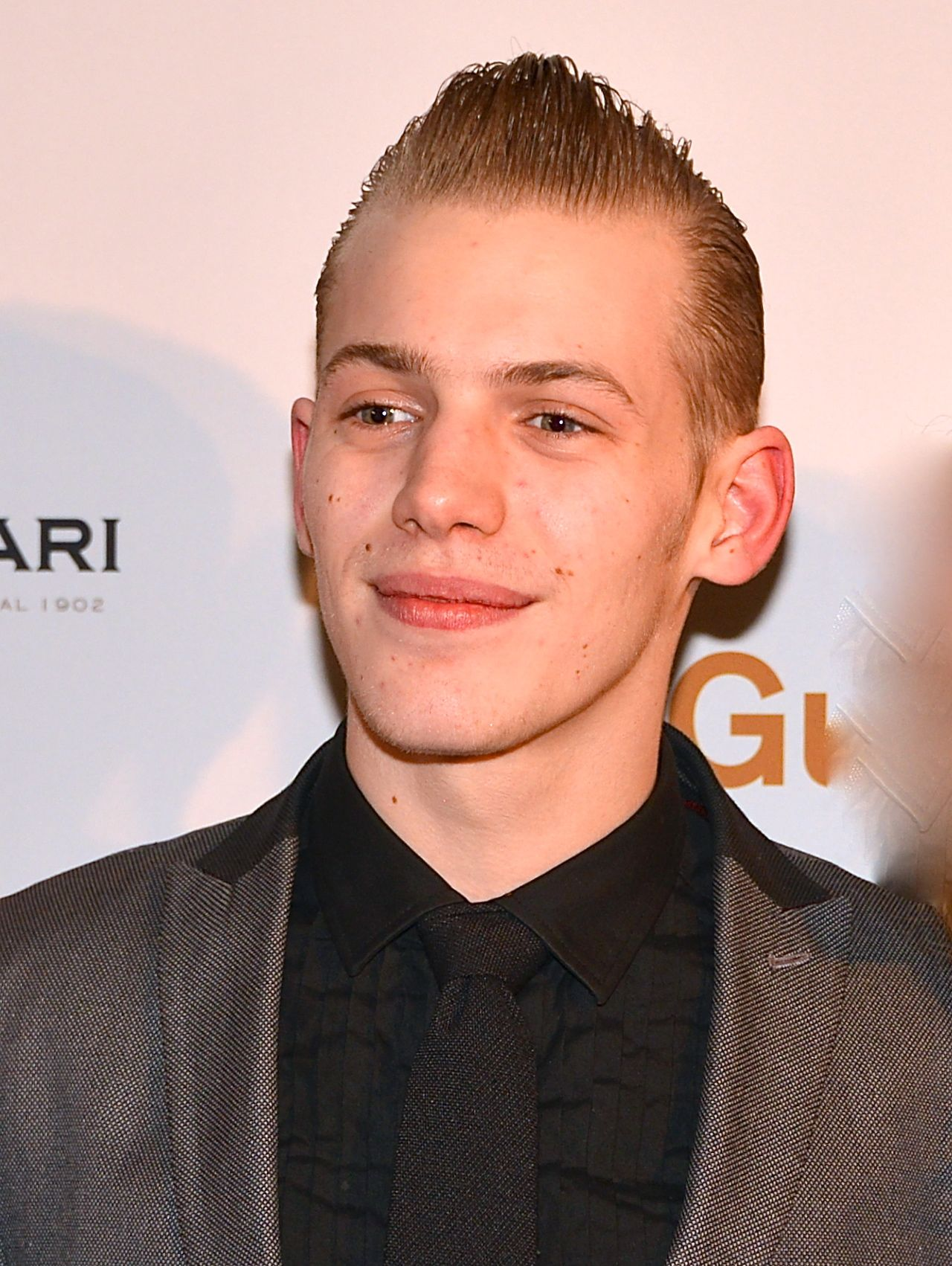
Tom Ljungman (2013)

Tom Kjell Ljungman (* 29. Mai 1991 in Stockholm) ist ein schwedischer Schauspieler.

## Leben
Tom Ljungman ist der Sohn des schwedischen Moderators Jonny Ljungman. Während seiner Jugend spielte er Baseball. Im Alter von 12 Jahren debütierte er als Schauspieler in der Hauptrolle des Errol in der gleichnamigen Fernsehserie Errol. Seitdem war er regelmäßig in unterschiedlichen Film- und Fernsehproduktionen vor der Kamera zu sehen. So spielte er die titelgebende Hauptrolle des Patrik in der von Ella Lemhagen inszenierten Komödie Patrik 1,5 und war in Fernsehserien wie Mankells Wallander und Maria Wern, Kripo Gotland zu sehen.

## Filmografie
- 2003: Errol
- 2005: Rosas Leben (Livet enligt Rosa, Fernsehserie, zwei Folgen)
- 2008: Patrik 1,5 (Patrik 1.5)
- 2008: So finster die Nacht (Låt den rätte komma in)
- 2008: Verdict Revised – Unschuldig verurteilt (Oskyldigt dömd, Fernsehserie, eine Folge)
- 2009: Mankells Wallander: Der Scharfschütze (Fernsehserie, eine Folge)
- 2011: Küss mich – Kyss mig (Kyss mig)
- 2011: Maria Wern, Kripo Gotland (Maria Wern, Fernsehserie, eine Folge)
- 2012: GSI – Spezialeinheit Göteborg (Johan Falk, Fernsehserie, eine Folge)
- 2013: Camilla Läckberg – Mord in Fjällbacka (Fjällbackamorden, Fernsehserie, eine Folge)
- 2019: Before We Die (Innan vi dör, Fernsehserie, drei Folgen)